# جون تروبي
جون تروبي (مواليد سنة 1952) (بالإنجليزية: John Truby)‏ كاتب سيناريو ومخرج أفلام أمريكي. عمل مستشارًا في أكثر من 1000 نص سينمائي على مدار العقود الثلاثة الماضية، وهو معروف أيضًا ببرنامج Blockbuster (المعروف أصلاً باسم Storyline Pro).

## روابط خارجية
- جون تروبي على موقع IMDb (الإنجليزية)
- جون تروبي على موقع قاعدة بيانات الفيلم (الإنجليزية)